# Alberto Pigaiani
Alberto Pigaiani (n. 15 iulie 1928, Milano, Regatul Italiei – d. 15 iunie 2003, Milano, Italia) a fost un halterofil ce a reprezentat Italia, medaliat olimpic. A participat la 2 ediții ale Jocurilor Olimpice (1956, 1960) în care a câștigat o medalie de bronz.